# Conde de Fontalva
Conde de Fontalva é um título nobiliárquico português criado pelo Rei D. Carlos I de Portugal, por Decreto de 30 de Janeiro de 1890, em favor de Alfredo Ferreira dos Anjos.
Titulares
1. Alfredo Ferreira dos Anjos, 1.º Conde de Fontalva.

Após a Implantação da República Portuguesa e o fim do sistema nobiliárquico, usaram o título:
1. Alfredo Pedro Hell dos Anjos, 2.° Conde de Fontalva;
2. Ricardo Ivens Ferraz Jardim, 3.° Conde de Fontalva, 4.° Conde de Valenças, 3.° Visconde de Monte São;
3. Alfredo Carlos dos Anjos Rebello, 4.° Conde de Fontalva.[2]